# Schacholympiade 1990

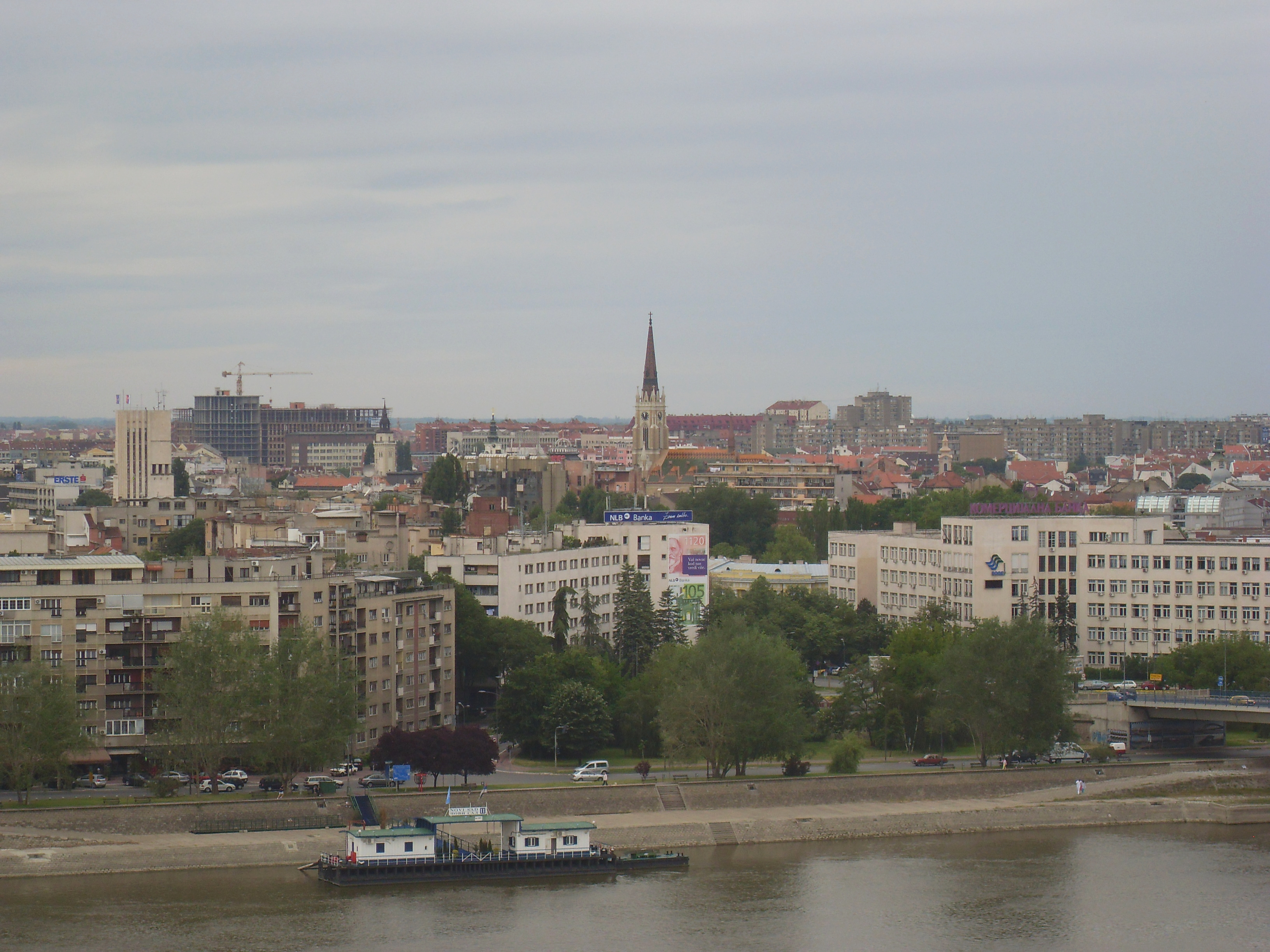
Blick auf das Stadtzentrum von Novi Sad

Die 29. Schacholympiade fand vom 16. November bis 4. Dezember 1990 in Novi Sad, Jugoslawien, statt. Sie wurde von der FIDE organisiert und bestand aus einem offenen und einem Frauenwettbewerb. Zusätzlich fanden noch diverse Attraktionen statt, um Schach bekannt zu machen.

## Hintergrund
Gespielt wurde im Spens Sports Center. Es nahmen 108 Mannschaften mit insgesamt 636 Spielern teil, darunter 103 Großmeister, 121 Internationale Meister und 67 FIDE-Meister. Jede Mannschaft spielte an 4 Brettern im Schweizer System, sodass möglichst punktgleiche Mannschaften gegeneinander antraten. Zeitkontrollen waren nach 2 Stunden für die ersten 40 Züge, dann eine Stunde für 20 weitere Züge.
Einziger Debütant war die Mannschaft aus Vietnam.

## Ergebnisse

### Offenes Turnier
| Platz      | Mannschaft          | Brettpunkte |
| ---------- | ------------------- | ----------- |
| Gold       | Sowjetunion         | 39          |
| Silber     | Vereinigte Staaten  | 35,5        |
| Bronze     | England             | 35,5        |
| 4. Platz   | Tschechoslowakei    | 34,5        |
| 5. Platz   | Jugoslawien A       | 33          |
| 6. Platz   | Volksrepublik China | 33          |
|            |                     |             |
| 9. Platz   | BR Deutschland      | 32,5        |
|            |                     |             |
| 25. Platz  | DDR                 | 31          |
|            |                     |             |
| 36. Platz  | Schweiz             | 30          |
|            |                     |             |
| 39. Platz  | Österreich          | 30          |
|            |                     |             |
| 53. Platz  | Belgien             | 28,5        |
|            |                     |             |
| 60. Platz  | Luxemburg           | 28          |
|            |                     |             |
| 102. Platz | Liechtenstein       | 22          |

### Frauen
| Platz     | Mannschaft          | Brettpunkte |
| --------- | ------------------- | ----------- |
| Gold      | Ungarn              | 35          |
| Silber    | Sowjetunion         | 35          |
| Bronze    | Volksrepublik China | 29          |
| 4. Platz  | Bulgarien           | 26          |
| 5. Platz  | Jugoslawien A       | 25          |
| 6. Platz  | Vereinigte Staaten  | 24,5        |
|           |                     |             |
| 11. Platz | DDR                 | 23,5        |
|           |                     |             |
| 17. Platz | BR Deutschland      | 23          |
|           |                     |             |
| 28. Platz | Österreich          | 21,5        |
| 29. Platz | Schweiz             | 21,5        |
|           |                     |             |
| 42. Platz | Belgien             | 20          |